# Brisaster moseleyi
Brisaster moseleyi is een zee-egel uit de familie Schizasteridae.
De wetenschappelijke naam van de soort werd in 1881 gepubliceerd door Alexander Agassiz.